# California Schemin'
Pour plus de détails, voir Fiche technique et Distribution.
California Schemin' est un film américano-britannique réalisé par James McAvoy et dont la sortie est prévue en 2025. Il s'agit du premier long métrage réalisé par l'acteur. Il s'agit d'un film biographique sur Gavin Bain et Billy Boyd, des rappeurs écossais qui se sont fait passer pour des rappeurs californiens afin de décrocher un contrat d'enregistrement pour former le groupe Silibil N' Brains (en). L'histoire avait auparavant été narrée dans le documentaire The Great Hip Hop Hoax (2013) de Jeanie Finlay. Le film s'inspire également des mémoires de Gavin Bain, publiées en 2010.
Le film sera présenté au festival international du film de Toronto 2025.

## Synopsis
Fin des années 1990, Gavin Bain et Billy Boyd sont deux amis originaires de Dundee en Écosse. Ils décident de monter un groupe de rap. Pensant qu'ils ne seront pas pris au sérieux en tant qu'Écossais, ils s'inventent une identité américaine et prétendent être originaires de San Jacinto en Californie. Sous le nom de groupe Silibil N' Brains (en), ils réussirent à se faire connaître à Londres où ils font des concerts. Ils décrochent même un contrat avec la division britannique de Sony Music. Leur notoriété va s'accroître jusqu'aux Etats-Unis, avant que la supercherie soit révélée.

## Fiche technique
Sauf indication contraire, les informations mentionnées dans cette section peuvent être confirmées par les bases de données cinématographiques IMDb et Allociné,  présentes dans la section « Liens externes ».
- Titre original : California Schemin'
- Réalisation : James McAvoy
- Scénario : Elaine Gracie et Archie Thompson, d'après l'autobiographie Straight Outta Scotland de Billy Boyd
- Musique : Raffertie
- Direction artistique : David Jennings
- Décors : Andy Drummond
- Costumes : Carole Millar
- Photographie : James Rhodes
- Montage : Joe Sawyer
- Production : Paul Aniello, Simon Kay, Michael Mendelsohn, Danny Page
- Sociétés de production : Homefront Productions et Ransom Films
- Société de distribution : Studiocanal UK (Royaume-Uni)
- Budget : N/A
- Pays de production :  États-Unis,  Royaume-Uni
- Langue originale : anglais
- Format : couleur
- Genre : drame biographique, film musical
- Durée : 101 minutes
- Dates de sortie[2] :
  - Canada : septembre 2025 (festival de Toronto)

## Distribution
- Samuel Bottomley (en)
- Séamus McLean Ross
- James McAvoy
- Amber Anderson : Amy
- Lucy Halliday

## Production

### Genèse et développement
En octobre 2023, James McAvoy est annoncé à la réalisation — pour son tout premier long métrage — d'un film sur le duo de rappeurs prétendus californiens, Silibil N' Brains (en), formé à la fin des années 1990 par Gavin Bain et Billy Boyd,.
Le film est produit par Danny Page (via Homefront Productions) et Michael Mendelsohn de Patriot Pictures. Le scénario, basé sur l'autobiographie de Gavin Bain, California Schemin' (par la suite retitrée Straight Outta Scotland), est adapté par Archie Thomson. Samuel Bottomley (en) et Séamus McLean Ross sont ensuite annoncés pour jouer les deux rappeurs. Il est par ailleurs préciser que James McAvoy aura également un petit rôle.
James McAvoy, lui aussi écossais, se confie au site Deadline Hollywood en octobre 2023 sur son envie de porter ce projet :

« Ces deux gars du pays ont eu une audace incroyable, j'ai hâte de raconter cette histoire folle, et aussi terriblement écossaise et californienne, au cinéma. Je suis passionné par l'idée d'embaucher une équipe écossaise, et je suis aussi ravi de tourner mon premier long dans le pays qui m'a vu naître. Ce film, ce sera avant tout un hommage à l'esprit écossais, mais aussi à ce faux duo, les Silibil N' Brains, qui a de quoi intriguer des spectateurs partout dans le monde,. »

— Deadline Hollywood, octobre 2023

### Tournage
Le tournage début en octobre 2024,. Il se déroule à Dundee et Glasgow,,.

## Sortie et accueil
En septembre 2024, Bankside Films se charge des préventes internationales. StudioCanal UK acquiert les droits pour le Royaume-Uni et l'Irlande.
En juillet 2025, il est annoncé que le film sera présenté au festival international du film de Toronto en septembre 2025.